# Nestroy-Theaterpreis/Beste Off-Produktion
Seit 2000 wird beim Nestroy-Theaterpreis die Beste Off-Produktion geehrt. Dieser Preis ist mit finanziellen Mitteln dotiert, die eine weitere Produktion nach der ausgezeichneten ermöglichen.

## Ausgezeichnete
| Jahr | Preisträger |
| ---- | --- |
| 2000 | THEATER.PUNKT (Sabine Mitterecker) Nichts Schöneres |
| 2001 | Bernhard Ensemble (Klaus Haberl) HAIN |
| 2002 | Theater im Bahnhof LKH – Eine Theaterserie |
| 2003 | Meldemannstraße (Tina Leisch/Hubert Kramar) Mein Kampf |
| 2004 | Kabinetttheater Sündenfälle |
| 2005 | Rabenhof Theater Gesamte Spielzeit 2004/05 (speziell für Udo 77 von monochrom, The Great Television Swindle von maschek und Freundschaft von Erwin Steinhauer und Rupert Henning) |
| 2006 | Projekttheater Vorarlberg How Much, Schatzi? |
| 2007 | Nestroy-Hof (Markus Kupferblum) Die verlassene Dido |
| 2008 | New Space Company und Dschungel Wien (Volker Schmidt) komA |
| 2009 | theatercombinat – Bambiland |
| 2010 | THEATER.PUNKT (Sabine Mitterecker) Frost |
| 2011 | Ganymed Boarding von Jacqueline Kornmüller und Peter Wolf wenn es soweit ist (Kunsthistorisches Museum)                                                                           |
| 2012 | F. Zawrel – Erbbiologisch und sozial minderwertig von Nikolaus Habjan und Simon Meusburger (Schubert Theater)                                                                     |
| 2013 | Habe die Ehre von Ibrahim Amir, inszeniert von Hans Escher als Produktion der Wiener Wortstaetten                                                                                 |
| 2014 | Der diskrete Charme der smarten Menschen – Theater an der Gumpendorfer Straße |
| 2015 | Proletenpassion 2015 ff – Werk X – Kabelwerk |
| 2016 | Kein Stück über Syrien – Aktionstheater Ensemble, Inszenierung von Martin Gruber in Kooperation mit Werk X                                                                        |
| 2017 | HOLODRIO. Lass mich Dein Drecksstück sein! nach André Heller, Inszenierung Thomas Gratzer, Rabenhof Theater                                                                       |
| 2018 | Muttersprache Mameloschn von Sasha Marianna Salzmann – Inszenierung Sara Ostertag – Makemake Produktionen in Koproduktion mit dem KosmosTheater                                   |
| 2019 | The Bruno Kreisky Lookalike von Toxic Dreams, Text und Regie Yosi Wanunu – Koproduktion Toxic Dreams und WUK performing arts                                                      |
| 2020 | Dunkel lockende Welt – Inszenierung Nurkan Erpulat – WERK X |
| 2021 | Precarious Moves – Michael Turinsky – Koproduktion mit Tanzquartier Wien und HAU Hebbel am Ufer Berlin                                                                            |
| 2022 | Ein bescheidenerer Vorschlag – Inszenierung Thomas Toppler – Herminentheater und TAG                                                                                              |
| 2023 | Ahnfrauen – Inszenierung Nadja Brachvogel – Die Rabtaldirndln und Kosmos Theater                                                                                                  |
| 2024 | Nestbeschmutzung – Felix Hafner, Jennifer Weiss, Anna Wielander – Kosmos Theater                                                                                                  |

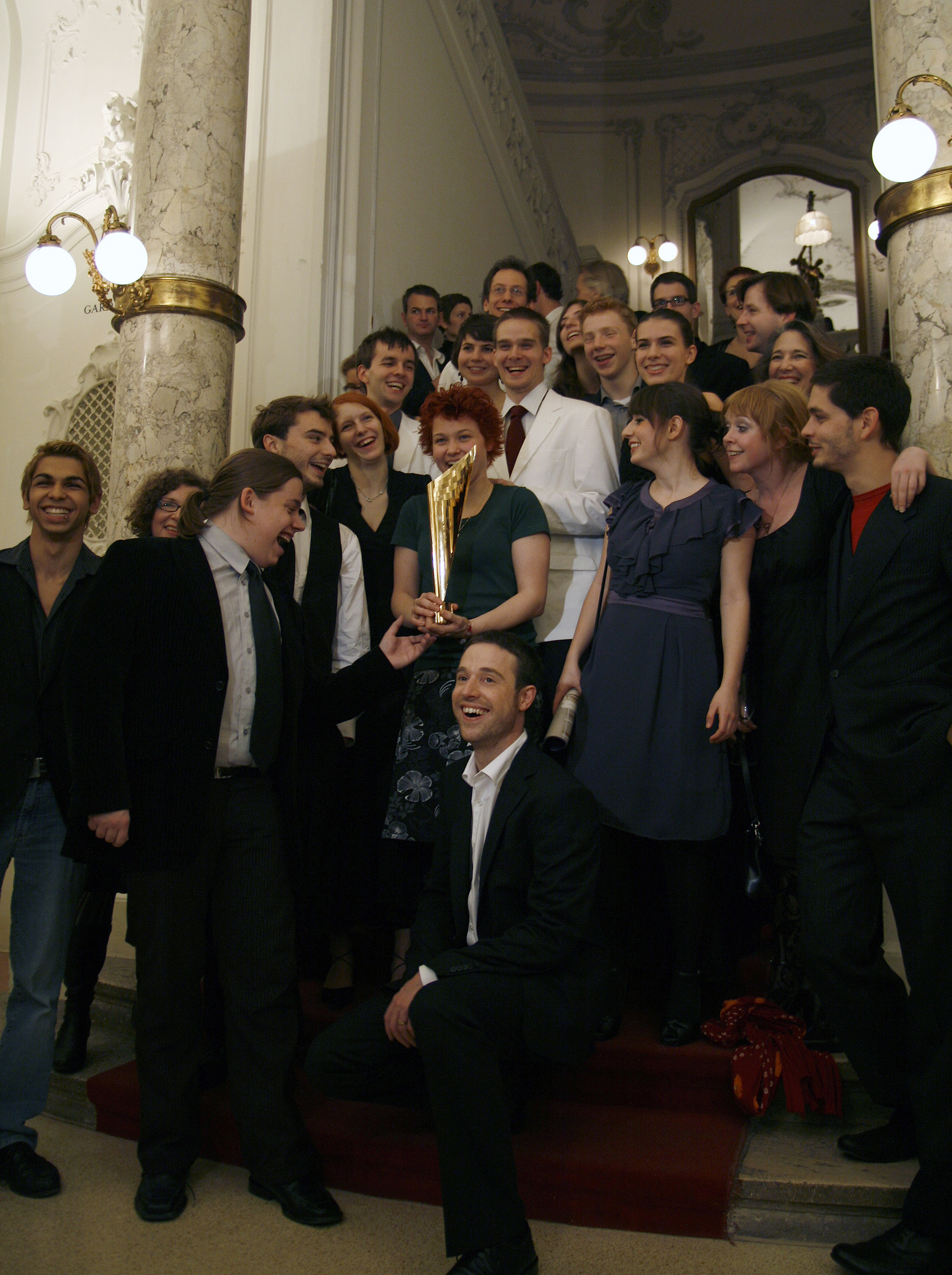
Ensemble von New Space Company und Dschungel Wien mit Volker Schmidt (Nestroy 2008)
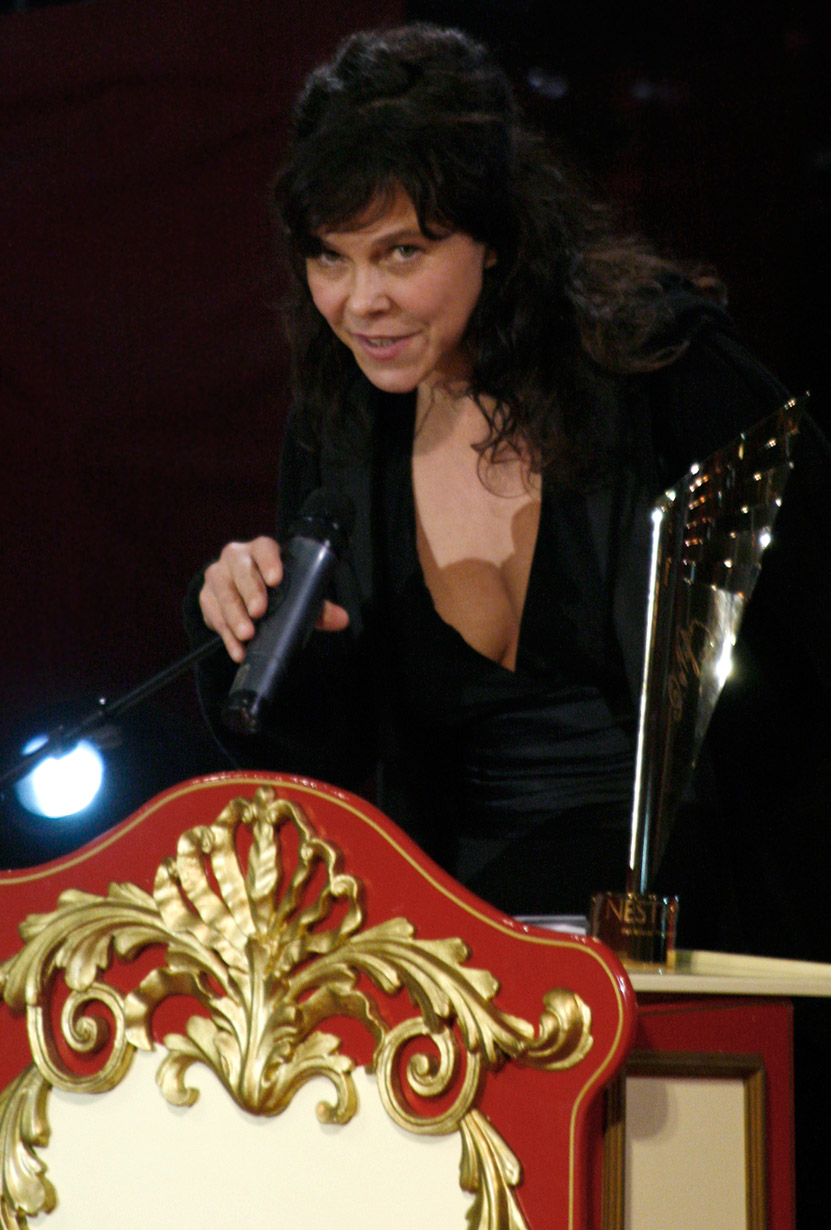
Claudia Bosse, theatercombinat (Nestroy 2009)
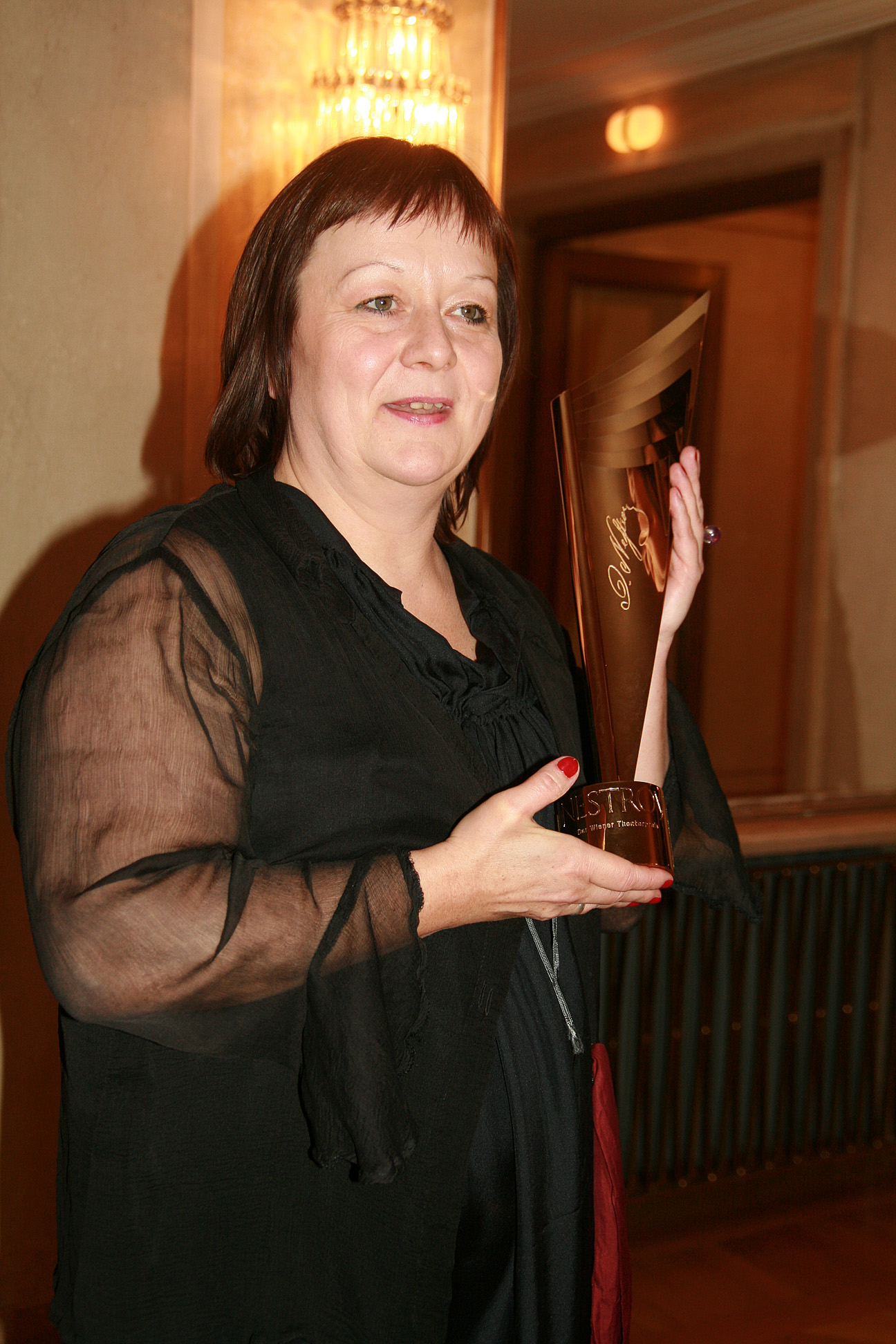
Sabine Mitterecker, Theater.punkt (Nestroy 2010)
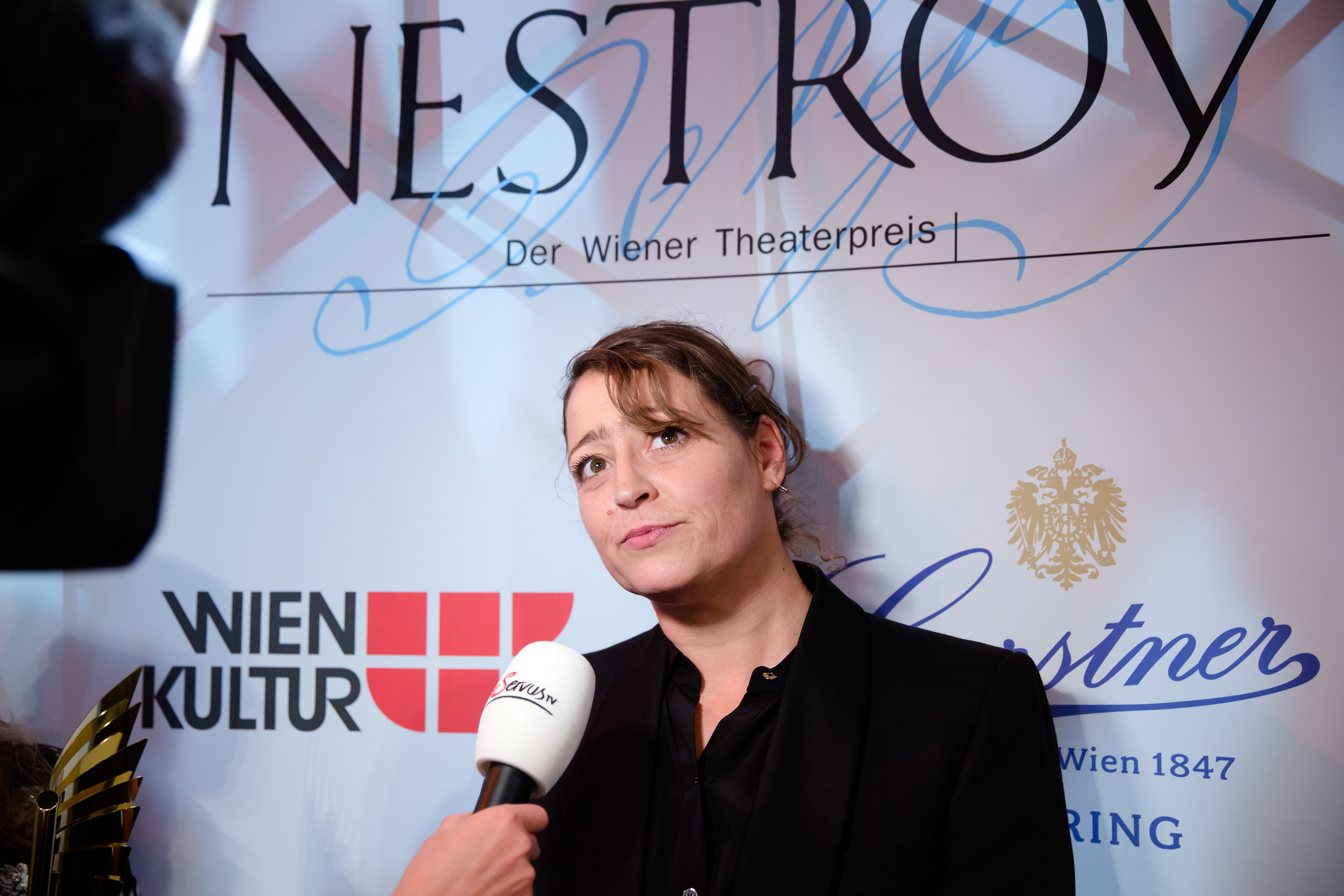
Christine Eder, Werk X (Nestroy 2015)